# گئورگ ارلین
گئورگ اُرلین (سوئدی: Georg Årlin؛ ۳۰ دسامبر ۱۹۱۶ – ۲۷ ژوئن ۱۹۹۲) یک هنرپیشه اهل سوئد بود.

## گزیدهٔ نقش‌آفرینی‌ها
- دوران گرگ (۱۹۸۸)
- مادربزرگ و پروردگارمان (۱۹۸۳)
- قاتل ساده‌لوح (۱۹۸۲)
- برادران شیردل (۱۹۷۷)
- امیل و بچه‌خوک (۱۹۷۴)
- فریادها و نجواها (۱۹۷۲)
- بمبی بیت و من (۱۹۶۸)
- قاضی (۱۹۶۰)
- باراباس (۱۹۵۳)